# 13. domobranski pehotni polk (Avstro-Ogrska)
Za druge 13. polke glejte 13. polk.
13. domobranski pehotni polk je bil pehotni polk avstro-ogrskega Domobranstva.

## Zgodovina
Polk je bil ustanovljen leta 1889. 

### Prva svetovna vojna
Polkovna narodnostna sestava leta 1914 je bila sledeča: 64% Čehov, 31% Nemcev in 5% drugih.
Naborni okraj polka je bil v Olomoucu in Šumperku, pri čemer so bile polkovne enote garnizirane v Olomoucu.

## Poveljniki polka
- 1898: Heinrich Siegler von Eberswald[2]
- 1914: Emil Wank[1]